# Matilde Ridocci García
Matilde Valeriana Ridocci García (Játiva, 12 de septiembre de 1843 - 24 de julio de 1922) fue una pedagoga, escritora y pintora española.

## Biografía
Fue hija de Peregrín Ridocci, de familia de comerciantes italianos instalados en Játiva y de María Concepción García. Estudió Magisterio en la Normal Femenina de Valencia, donde consiguió el título de maestra elemental.
Ejerció en la escuela pública de Teulada en el curso 1868-69 y de ahí pasó a trabajar de segunda maestra en la Escuela Superior Normal de Valencia (1869), lugar de trabajo que tuvo que abandonar por motivos familiares. Entre 1878 y 1893, después de haber superado una oposición, trabajó de maestra de la Escuela superior de niñas de Játiva, y en 1899 obtuvo una plaza en la Escuela Normal Femenina de Valencia, como profesora numeraria, por oposición. Fue nombrada directora del centro el año siguiente.
En 1917 permuta con la profesora Carmen Cervera Torres y se traslada a la Normal Femenina de Castellón donde impartió la asignatura de Matemáticas hasta su jubilación. Fue, pues, directora de la Normal femenina entre 1900 y 1909, unos años bastante conflictivos por los debates establecidos entre Iglesia-Estado alrededor de la expulsión de las órdenes religiosas del territorio español y que disfrutaron de un especial relieve en Valencia. De su paso por la dirección de la Normal destaca la importante adquisición de material científico, con un completo laboratorio de fotografía a disposición de las alumnas, o la aprobación, por parte del Claustro por ella presidido, de poner en práctica medidas pedagógicas renovadoras: evaluación continua, diario de clase, mejora de los estudios de Magisterio ampliándolos a cuatro años...
De ideología cristiana, que se refleja en los textos científicos, donde adopta posturas creacionistas, de igual modo puede considerarse innovadora como defensora de una enseñanza experimental, basada en la práctica. Intervino en la Asamblea Pedagógica celebrada en la Universidad de Valencia en 1895, donde fue premiada; y colaboró con la prensa de Denia (El Eco de la Marina) y de Valencia (El Noticiero, 1903 y La Verdad, 1905). Escribió varios libros de Pedagogía y de Enseñanza, algunos de los cuales se convirtieron en libros de texto. Una de sus obras más populares, Nociones de higiene para las escuelas Normales, que publicó en 1875, participaría en la Sección española de la Exposición Universal de Chicago de 1893, en la Sección Trabajos de la mujer. Además de la obra pedagógica, hay que remarcar que cultivó la pintura, el dibujo y la poesía, y que conformó así un tipo de mujer intelectual con una formación científica y artística no muy frecuente en las postrimerías del siglo XIX en tierras valencianas.
Su reputación le permitió obtener una audiencia con Alfonso XII a raíz de la cual se equiparó a las maestras con los maestros en cuanto a sueldo. Aparte de esto, cultivó también la pintura, el dibujo y la poesía. Actualmente, la calle de Játiva donde nació lleva su nombre y en él hay una placa conmemorativa que le dedicaron sus alumnos y compañeras.

## Obra
- Ridocci y García, Matilde (1876). Nociones de higiene privada general, al alcance de los niños, para las escuelas elementales. Declarado de texto por RO 8 de junio de 1880. Valencia: Viuda de Ayoldi.

- Ridocci y García, Matilde (1876). Nociones de higiene privada general, para las Escuelas Normales y las superiores de primera enseñanza. 2ª edición ampliada 1885 en Antigua Librería de Mariana y Sanz (sucesor, Vicente Sempere). Valencia: Viuda de Ayoldi.

- Ridocci y García, Matilde (1893). Urbanidad para las Escuelas Nacionales de niños y niñas (opúsculo).

- Ridocci y García, Matilde (1906). Nociones de Física, Química é Historia Natural (2 edición). Valencia: Manuel Alufre.

- Ridocci y García, Matilde. Breves nociones de Historia de España para las Escuelas Normales.

- Ridocci y García, Matilde. Fisiología e Higiene para las Escuelas Nacionales.